# Deilingen
Deilingen ist eine Gemeinde in Baden-Württemberg und gehört zum Landkreis Tuttlingen.

## Geographie

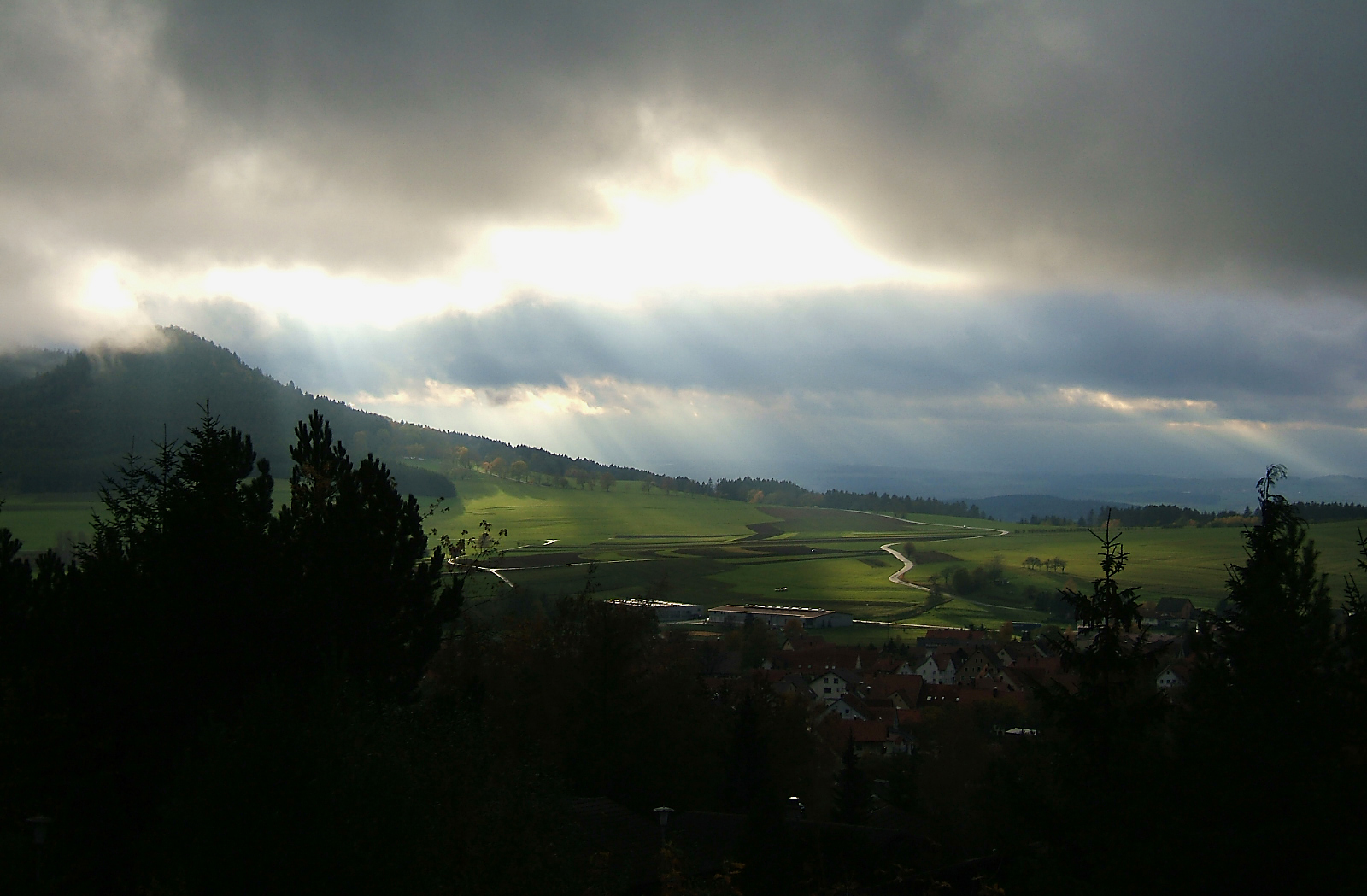
Blick über Deilingen nach Westen zum Oberhohenberg

### Geographische Lage
Deilingen liegt im nördlichsten Zipfel des Landkreises Tuttlingen in einem Hochtal an der Südwestecke der Schwäbischen Alb auf dem Großen Heuberg, unmittelbar am Albtrauf. Die Gemarkung erstreckt sich über eine Höhenlage von 790 bis 1009 m ü. NHN. Flankiert wird das breite Hochtal vom Bergrücken des Montschenloch und des Ortenbergs im Norden, sowie im Süden vom Bergmassiv des Oberhohenberg (höchster Punkt der Gemeinde) mit dem Hochberg. Die Gemeinde ist dem Tourismusgebiet Region der 10 Tausender angeschlossen.

### Nachbargemeinden
Die Gemeinde grenzt im Westen an den Ortsteil Schörzingen der Stadt Schömberg, im Norden an Weilen unter den Rinnen und Ratshausen sowie im Osten an Obernheim, alle im Zollernalbkreis; die im Süden angrenzenden Gemeinden Wehingen und Gosheim gehören zum Landkreis Tuttlingen.

### Gemeindegliederung
Zur Gemeinde Deilingen gehören das Dorf Deilingen, der Gemeindeteil Delkhofen und die Höfe Delkhofer Mühle, Delkhofer Säge und Ziegelhütte.

### Schutzgebiete
In Deilingen liegt das Naturschutzgebiet Ortenberg sowie das Landschaftsschutzgebiet Landschaftsteile auf den Gemarkungen Deilingen und Wehingen.
Deilingen hat zudem Anteil am FFH-Gebiet Großer Heuberg und Donautal sowie am Vogelschutzgebiet Südwestalb und Oberes Donautal.
Darüber hinaus gehört Deilingen zum Naturpark Obere Donau.

## Geschichte

### Vom Mittelalter bis zur Mediatisierung Vorderösterreichs
Deilingen wurde bereits im Jahre 786 in einer Schenkungsurkunde des Klosters St. Gallen erstmals erwähnt. Das Dorf und der 1253 erwähnte Weiler Delkhofen gehörten zur oberen Grafschaft Hohenberg, kamen 1381 zu Vorderösterreich und 1805 im Zuge der Mediatisierung zu Württemberg. 

### Seit der Zugehörigkeit zu Württemberg
Im Königreich Württemberg wurde das Dorf dem Oberamt Spaichingen zugeordnet. An das früher ausgeübte Köhlerhandwerk erinnert heute die Larve (Maske) der Narrenzunft. Durch Vertrag vom 4. Juli 1860 wurde Deilingen zur zusammengesetzten Gemeinde, bestehend aus den Teilgemeinden Deilingen und Delkhofen. Die beiden Orte teilten die bis dahin gemeinsame Gemarkung etwa im Verhältnis 3:2 auf. 1909 wurde die ebenfalls zur Gemeinde zählende Gemarkung Hohenberg aufgelöst und ein Teil an Schörzingen abgegeben. Die Deutsche Gemeindeordnung erzwang 1935 die Umwandlung der zusammengesetzten Gemeinde in die Einheitsgemeinde Deilingen. Bei der Gebietsreform 1938 gelangte die Gemeinde zum Landkreis Tuttlingen.
Im Jahre 1945 wurde die Gemeinde ein Teil der Französischen Besatzungszone und kam somit zum Nachkriegsland Württemberg-Hohenzollern, welches 1952 im Bundesland Baden-Württemberg aufging.

## Politik
Die Gemeinde gehört dem Gemeindeverwaltungsverband Heuberg mit Sitz in Wehingen an.

### Gemeinderat
Der Gemeinderat in Deilingen hat 10 Mitglieder. Er besteht aus den ehrenamtlichen Gemeinderäten und dem Bürgermeister als Vorsitzendem. Der Bürgermeister ist im Gemeinderat stimmberechtigt. Bei der  Kommunalwahl am 9. Juni 2024 wurde der Gemeinderat durch Mehrheitswahl gewählt. Mehrheitswahl findet statt, wenn kein oder nur ein Wahlvorschlag eingereicht wurde. Die Bewerber mit den höchsten Stimmenzahlen sind dann gewählt. Die Wahlbeteiligung betrug 62,2 %.

### Bürgermeister
Bürgermeister ist seit 1993 Albin Ragg (CDU).

### Wappen
| | Blasonierung: „In Rot ein silberner (weißer) Balken, darin ein schwarzer Maurerhammer, begleitet von zwei schwarzen Tannen.“ |
| Wappenbegründung: Das am 2. Juni 1927 genehmigte Wappen erinnert an die frühere Zugehörigkeit zusammen mit der Grafschaft Hohenberg zu Österreich in den Jahren von 1381–1805. Bei der Gestaltung des Wappens fügte man als Zeichen der Industrialisierung den Hammer und für die bewaldete Umgebung die Tannen hinzu. | |

### Banner und Flagge
|  | 00Banner: „Das Banner ist weiß-rot längsgestreift mit dem aufgelegten Wappen oberhalb der Mitte.“ |
|  | 00Hissflagge: „Die Flagge ist weiß-rot quergestreift mit dem Wappen in der Mitte.“                |

## Kultur und Sehenswürdigkeiten

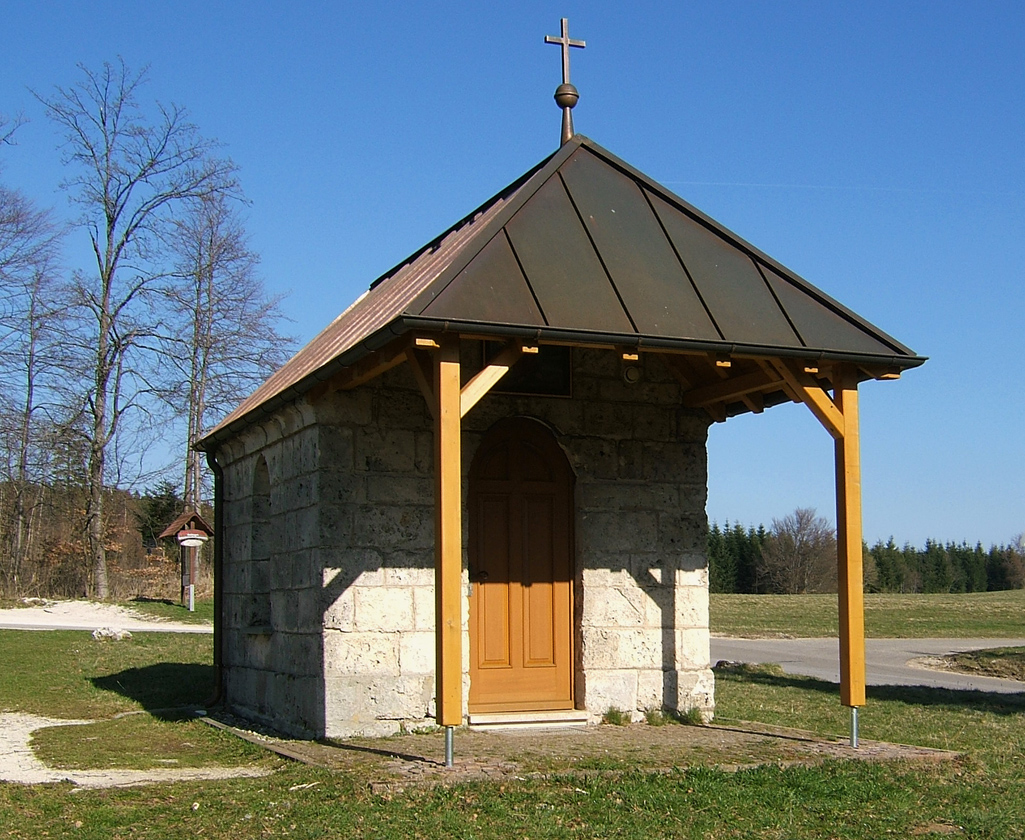
Kapelle

Die Kommune ist dem Tourismusverband „Donaubergland“ angeschlossen.

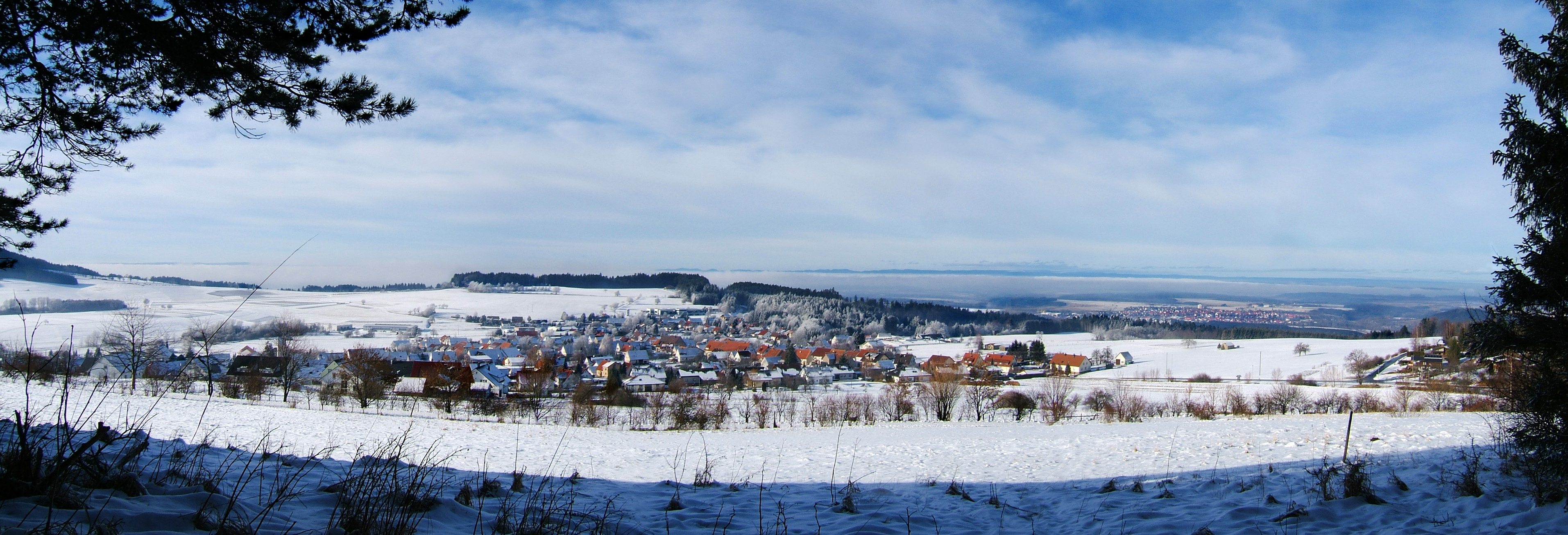
Blick über Deilingen im Winter

## Vereine
Die Ortsgruppe Deilingen-Delkhofen des Schwäbischen Albvereins wurde im Jahr 2002 mit der Eichendorff-Plakette ausgezeichnet.

## Wirtschaft und Infrastruktur
Früher war Deilingen bäuerlich geprägt, die Landwirtschaft bildete die Haupterwerbsquelle. Ab 1950 ging die Landwirtschaft allerdings stark zurück. 2004 bot die Gemeinde 615 Arbeitsplätze, hauptsächlich in den Industriebetrieben und im Handwerk. Das produzierende Gewerbe stellt mehr als 70 % aller örtlichen Arbeitsplätze. Dennoch ist die Pendlerbilanz negativ, 440 Einpendlern stehen 500 Auspendler gegenüber. 2017 gibt die Gemeinde für Deilingen 720 Arbeitsplätze an.

### Verkehr
Durch den Ortsteil Delkhofen verläuft als Landes-Radfernweg der Schwäbische-Alb-Radweg. Er führt über die ganze Schwäbische Alb vom Bodensee nach Donauwörth. Er verläuft dabei von Tuttlingen über den Mühlheimer Ortsteil Stetten und über Gosheim und Wehingen nach Delkhofen und weiter über Schömberg nach Balingen.

### Bildung
In Deilingen gibt es eine Grundschule; Hauptschüler besuchen die Schule in Wehingen. Die Realschule und das Gymnasium befinden sich im Bildungszentrum Gosheim-Wehingen.

### Fernmeldeturm
In Deilingen betrieb die Deutsche Telekom AG bei 48° 9′ 57″ N, 8° 47′ 42″ O von 1961 bis 2007 den Fernmeldeturm Deilingen als Grundnetzsender für das 2. und 3. Fernsehprogramm. Als Antennenträger diente ein 60 Meter hoher Stahlbetonturm (Typenturm), der mit dem Antennenmast eine Gesamthöhe von 91 Metern erreichte. Am 27. November 2007 erfolgte mit der Einführung von DVB-T, das über die Senderstandorte Raichberg und Donaueschingen verbreitet wird, die Stilllegung des Grundnetzsenders. Der Fernmeldeturm wird seither für den Mobilfunk und auch für den digitalen BOS-Funk genutzt.
| Kanal | Frequenz (MHz) | Programm                        | ERP (kW) | Sendediagramm rund (ND)/ gerichtet (D) | Polarisation horizontal (H)/ vertikal (V) |
| ----- | -------------- | ------------------------------- | -------- | -------------------------------------- | ----------------------------------------- |
| 35    | 583,25         | ZDF                             | 260      | D                                      | H                                         |
| 55    | 743,25         | SWR Fernsehen Baden-Württemberg | 260      | D                                      | H                                         |

## Söhne und Töchter der Gemeinde
- Joseph Anton Mathes (1800–1874), Beamter, Politiker und Landtagsabgeordneter
- Franz Weinmann (1909–1996), römisch-katholischer Geistlicher, von 1942 bis 1945 im KZ Dachau inhaftiert